# クロワシミミズク
クロワシミミズク（学名：Ketupa lactea）は、フクロウ科に分類される鳥類の一種。別名はミルキーワシミミズク。サブサハラアフリカに広く分布し、アフリカでは最大のフクロウで、全長は最大66cmに達する。主に乾燥した樹木の多いサバンナに生息する。羽毛は主に灰色で、明るいピンク色の上瞼は他のフクロウには無い独自の特徴である。
強力な爪を備えた日和見的な捕食者である。餌の半分以上は哺乳類だが、同数かそれ以上の鳥類や昆虫を捕食し、適切な大きさであれば他の生物も捕食する場合がある。分布域は広く、人間による生息地の改変や破壊にある程度適応し、主要な獲物が減少した場合にも、他の多様な獲物に適応することが示されているため、IUCNによって低危険種とされている。しかし大型で縄張り意識も強いため、生息密度はかなり低く、地域によっては減少が報告されている。

## 分類

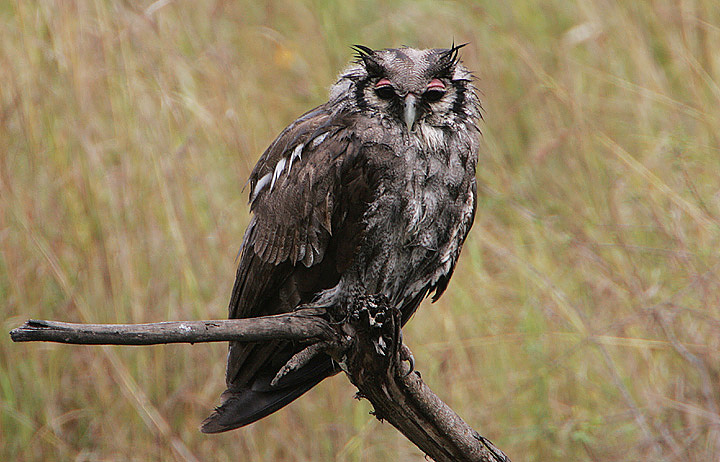
暴風雨の中のクロワシミミズク

英名はフランスの博物学者であるジュール＝ピエール・ヴェローへの献名。後にテミンクによって記載されたタイプ標本は、ヴェローが10代の頃に収集したものである。クロワシミミズクに亜種は知られておらず、その広大な分布域に反して、種内の形態的変異はほとんど見られない。報告によると、分布域の南部の個体群は平均してわずかに大きく見えるが、これらのサイズの違いは非常に微妙で、ベルクマンの法則の軽度な事例と言える。クロワシミミズクの遺伝子研究が行われているが、シマフクロウ属の系統は完全に明らかにはなっていない。以前はクロワシミミズクは現生のフクロウの中でも特に謎めいた遺伝的系統を持つとされていた。Konig & Weick (2008)の遺伝子的研究によると、同じ暗色の虹彩を持つアジアの2種、ネパールワシミミズクとマレーワシミミズクは本種に最も近縁であるが、他の種と比べて特に近縁という訳では無い。
DNA特性を研究するために利用可能なゲノムを持つ種の中で、ミナミシマフクロウはクロワシミミズクと3番目に近縁であることが明らかになっている。Konig & Weickは、黄色からオレンジ色の虹彩を持つ他のワシミミズク類とは対照的に、コヨコジマワシミミズク、ハイイロワシミミズク、ヨコジマワシミミズクなど、濃い茶色の虹彩を持っている種のDNAを検査しなかった。コヨコジマワシミミズクとウサンバラワシミミズクも目の周りの皮膚が一部むき出しになっているが、これは青みがかった色になる傾向があり、クロワシミミズクのピンクのまぶたほど大きくは無い。アフリカ原産の大型フクロウであるウオクイフクロウ属も均一な暗褐色の虹彩を持ち、ワシミミズク属に分類されることもあるが、ワシミミズク類とどの程度近縁であるかは不明である。南アフリカ共和国とタンザニアに生息する現代のクロワシミミズク（現在そのほとんどが Ketupa cf. lactea に分類されている）と骨学的特徴に基づく類似性を持つ鮮新世の化石は、クロワシミミズクの祖先はやや小型であり、近縁種から多様化するにつれてサイズが大きくなったことを示している。

## 形態

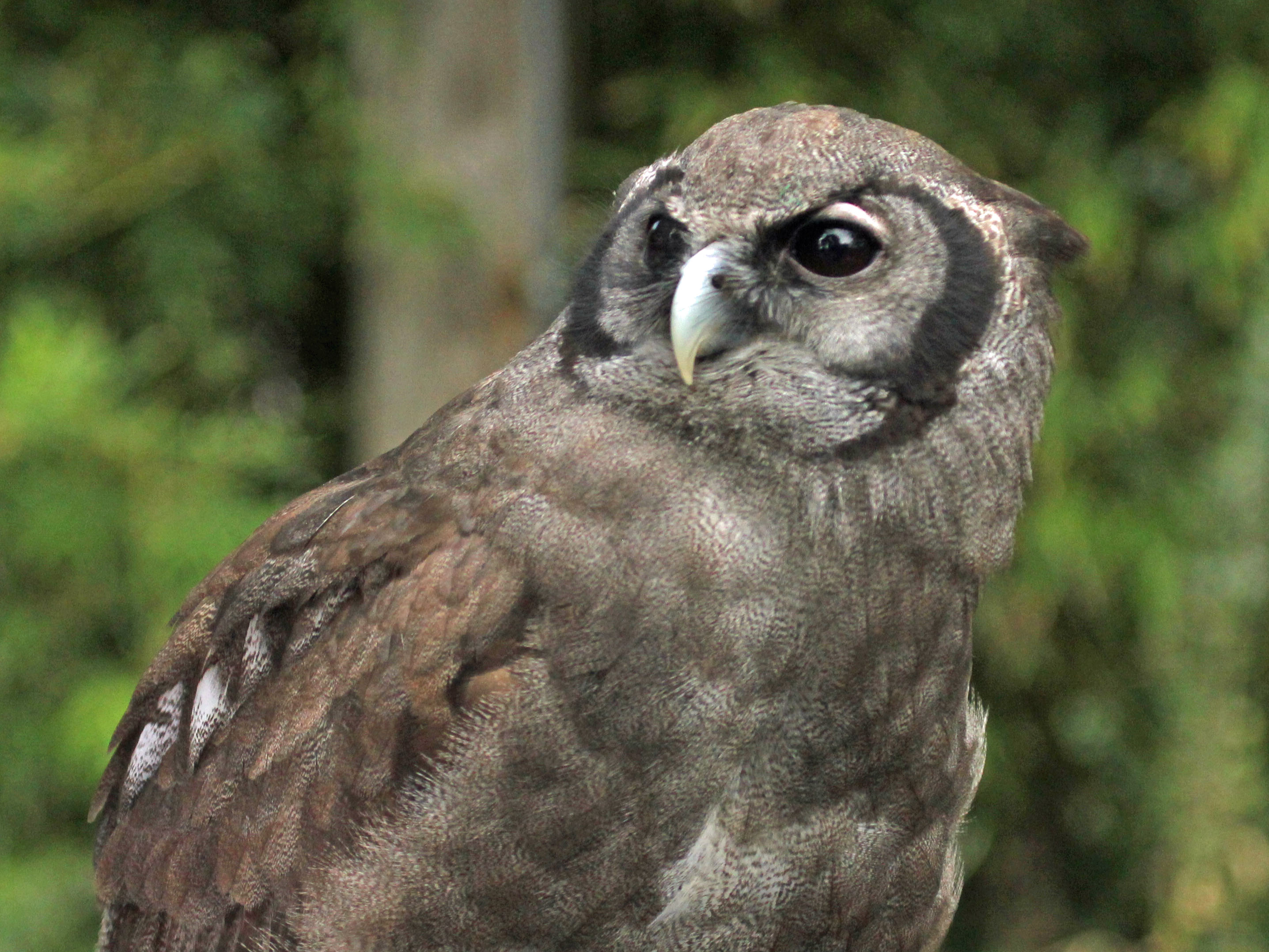
サンディエゴ動物園飼育個体

「giant eagle-owl (巨大なワシミミズク)」という英名を持つが、世界最大のワシミミズクでは無い。しかし非常に大きく力強いフクロウであり、アフリカ、ひいては熱帯地方最大のフクロウである。シマフクロウ、ワシミミズク、ウオミミズクに次いで、現生のフクロウの中で4番目に重い。全長はカラフトフクロウ、シマフクロウ、ワシミミズクに次いで、現生のフクロウの中で4番目に長い。体重と翼開長に基づいてワシミミズクと大きさを比べると、中央アジアのステップ（B. b. turcomanus）やヒマラヤ山脈（B. b. hemachalana）の亜種など、中型のワシミミズク亜種とほぼ同じ大きさで、ほとんどの北ユーラシア亜種よりもわずかに小さく、シベリアやロシアの亜種よりはかなり小さく、イベリア半島（B. b. hispanus）や中東（B. b. omissus または B. b. nikolskii）などの小型亜種よりはいくらか大きい。

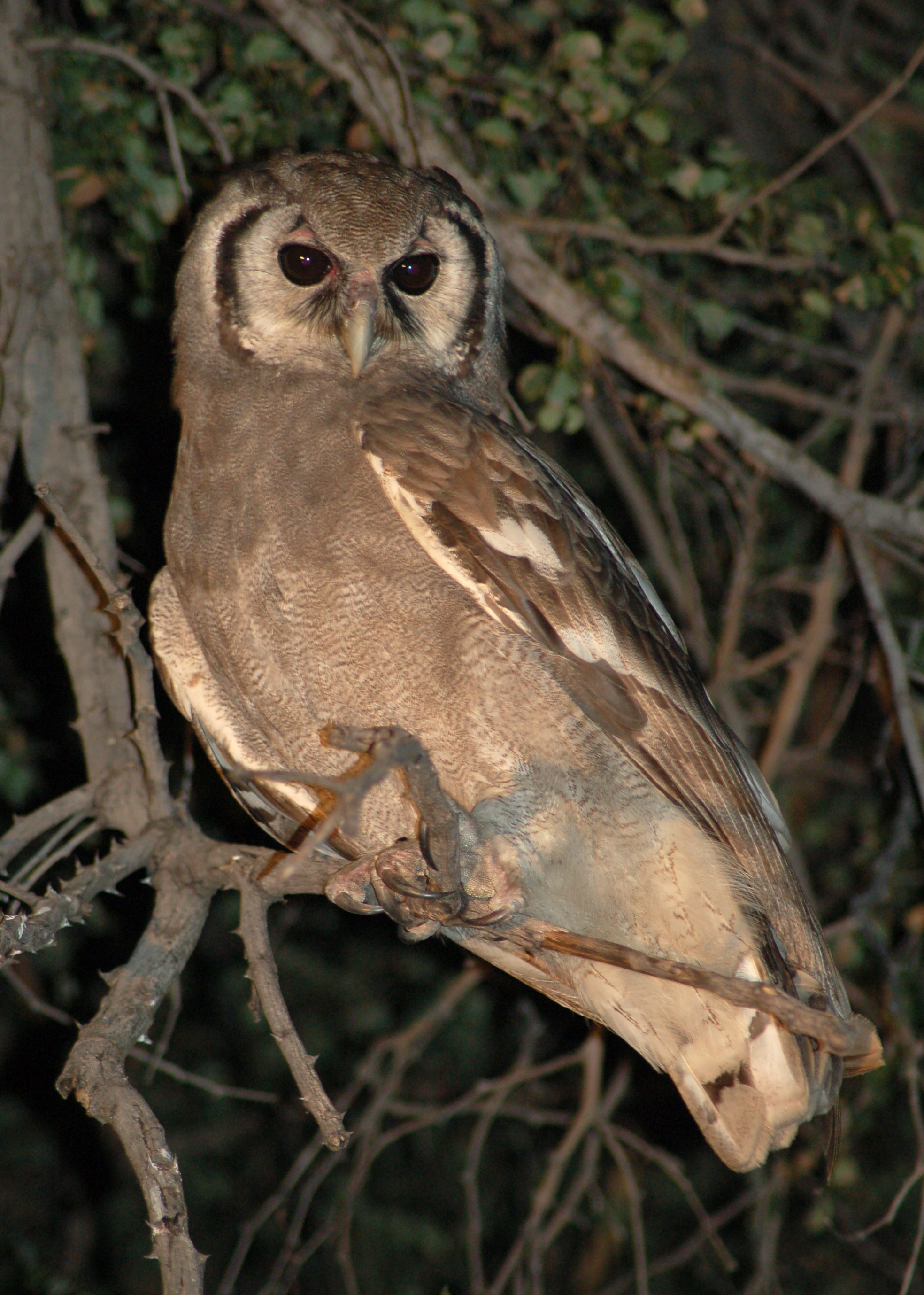
羽角が見えないこともある。

クロワシミミズクの全長は58 - 66cmである。平均翼開長は140cmと報告されているが、Mikkolaはこれを雄の翼開長とした。雌はさらに大型で、野生個体の翼開長は最大で164cmに達する。ほとんどのフクロウでは雌の方が大きいが、クロワシミミズクはその中でも性的二形が顕著であり、いくつかの研究では雌は雄よりも平均35%重たいことが示されている。ワシミミズクとアメリカワシミミズクの雌は、雄よりもそれぞれ平均約20%と25%重いと報告されている。クロワシミミズクの体重は、雄で1,615 - 2,000 gであるのに対し、雌は2,475 - 3,150 gである。ある研究によると、4個体の雄の平均体重が1,704 gで、6個体の雌の平均体重が2,625 gであった。別の研究では、5個体の雄の平均体重が約1,700 g、5個体の雌の平均体重が2,300 gであった。飼育下では体長75cm、翼開長200cmに達する大型個体もいると主張されているが、これらの数値はワシミミズクと一致するため、おそらく誤報である。雄は飼育下で野生よりも大型化し、体重が最大2,200 gに達することが確認されている。雌の翼長は447 - 490 mm、平均465 mm、尾長は230 - 273 mmで、雄では翼長が420 - 490 mm、平均448 mm、尾長は220 - 275 mmと報告されている。雌雄ともに跗蹠は73 - 86 mm、嘴峰長は（小型個体で）51 - 54 mm。翼長を体重やその他の寸法と比較すると、クロワシミミズクは、比較的翼が長いアジアのウオクイフクロウなどを除いて、他のほとんどのワシミミズク類よりも体に比べて翼が平均してやや大きい。

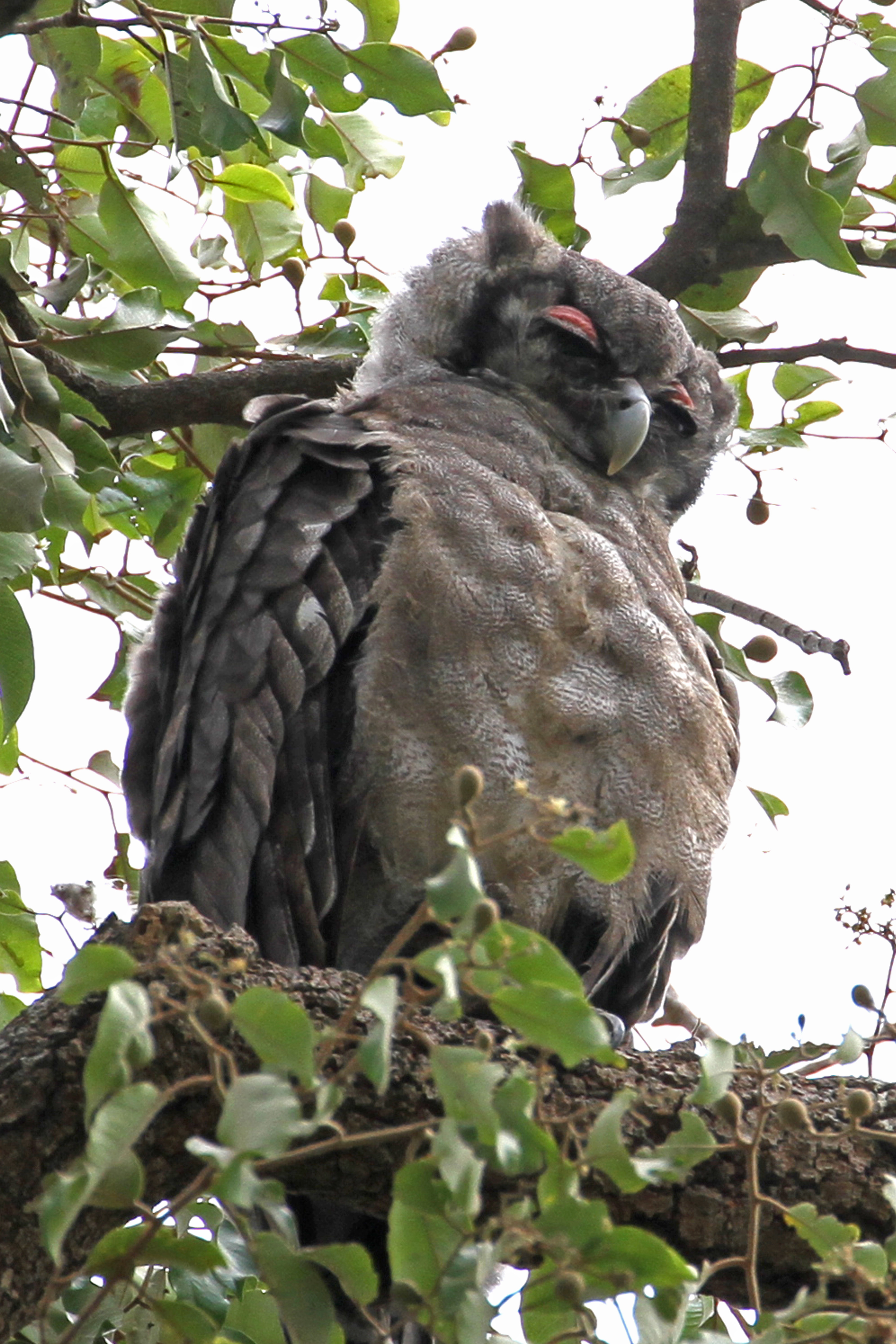
ピンク色のまぶたが目立つ。

羽毛は一様に淡い灰色で、下側には薄く細かい茶色がかった虫食い模様がある。背中は淡い茶色で、肩に白い斑点がある。楕円形の顔面の色は他の羽毛より淡く、時には白っぽい色をしており、両側を濃い黒の縁取りが囲んでいる。明るい場所で成鳥のクロワシミミズクをすぐに見分けるもう1つの特徴は、ピンク色の上瞼である。この生態学的な目的はわかっていないが、Brown(1965)は、雄のディスプレイにおいてが上瞼が非常に目立ったため、繁殖期や縄張りのディスプレイにおいて、他のワシミミズク類の黄色やオレンジ色の虹彩と似た役割を果たすという見解を示した。虹彩は暗褐色で、すべてのワシミミズク類と同様に羽角がある。羽角は他のワシミミズク類に比べて、丸く小さい。クロワシミミズクの羽角は比較的目立たず、野外で、特に垂らしている場合は見逃されることがある。外見は特徴的で、分布域の同じ他のフクロウよりもはるかに大きくてがっしりしている。クロワシミミズクの大きさに近い他の種はヨコジマワシミミズクのみで、カメルーン北部と中央アフリカ共和国南部の狭い地域でクロワシミミズクと分布が重なる可能性があるが、確認はされていない。クロワシミミズクは森林の端などに生息するが、ヨコジマワシミミズクは全体的に濃くすすけた体色で、下側には幅広い黒の縞模様があり、深い原生林を好むため、野生で見られることははるかにまれである。
サブサハラアフリカで次に大きいフクロウは、イワワシミミズクである。クロワシミミズクとイワワシミミズクの行動圏は、後者の分布域のほぼすべての部分で隣接している可能性がある。最大亜種 (マッキンダーワシミミズク、B. c. mackinderi) でさえも、イワワシミミズクはクロワシミミズクよりも平均して体重が約30%軽く、ほぼすべての外見上の特徴が著しく異なる。ウオクイフクロウは南アフリカ共和国の西部、中央部、内陸部に分布し、彼らは森林に囲まれた湿地や河川の岸を好むが、その大半でクロワシミミズクと共存する可能性がある。ウオクイフクロウはクロワシミミズクと同程度の大きさになることもあるが、体色は明るい赤みがかったシナモン色で、羽角を持たない。ピンク色のまぶた、黒い目、比較的一様な羽毛、非常に大きな体という特徴が組み合わさって、クロワシミミズクはほぼ見間違えようのない鳥となっている。

### 声
クロワシミミズクの鳴き声は現存するフクロウ類の中で最も低く、世界でも最も低い鳥の鳴き声の一つで、平均するとシマフクロウやミナミシマフクロウの鳴き声よりもわずかに低い。ワシミミズクの鳴き声はそれほど低くはないが、より大きく、より遠くまで届く。雄の鳴き声は低い「グォック、グォック、グォックウォックウォック、グォックウォックウォック、グォック」という声である。その鳴き声の深さと質から、ヒョウの声と間違えられる可能性もあるが、明白であると考えられることもある。ケニアにおいては、クロワシミミズクの声はミナミジサイチョウに次いで2番目に低い鳥の鳴き声だと考えられているが、ミナミジサイチョウはカエルのようにガラガラした声をしており、録音ではそれほど響き渡らないように思われる。クロワシミミズクの鳴き声は、静かな夜には5 km離れた場所まで届くようである。雌の鳴き声は雄と似ているが鳴管が小さいため、より高い声となる。ほとんどのフクロウと同様に、繁殖中のつがいが一緒に鳴くことは珍しくないが、分布域の近いアフリカワシミミズクのデュエットほどは同期していない。雌雄ともに警戒音は響き渡る「フーッ」といった声が多いが、様々なうなり声や叫び声も警戒を示しているようである。雌も幼鳥も巣で餌をねだるときには甲高い声を発する。記録されている他の発声には、しわがれた長い「シュルーーーー」という声があり、これは巣の近くにいる雄が主に注意をそらすために発していると思われる。フクロウ類において、音は仲間同士のコミュニケーションや、狩猟においてある程度重要だが、クロワシミミズクは小型フクロウ類に比べて耳の穴が小さく、構造も単純である。つまり、視覚に比べて聴覚があまり重要ではないといえる。

## 分布と生息地
クロワシミミズクはサブサハラアフリカのほとんどの地域で見られるが、深い熱帯雨林では見られない。東アフリカおよび南部アフリカにおいては生息密度が高いが、熱帯雨林の多い西アフリカでは生息密度が低い。西アフリカの分布域には、ガンビア、セネガル、ギニア、シエラレオネが含まれる。これらの国から中央アフリカ共和国までは、サハラ砂漠と熱帯雨林の間の狭い移行地帯に分布している。孤立した個体群がナイジェリア中央部とマリ中央部に分布している。南西部アフリカでは、北はコンゴ共和国およびコンゴ民主共和国の南部から、沿岸地域を除くナミビアの大部分、および南アフリカ共和国北部まで分布している。東アフリカでは、その分布は南スーダン、エリトリア、ソマリア内陸部から南アフリカのダーバン地域まで連続している。
クロワシミミズクは木々が点在し、とげのある植物が生い茂るサバンナに生息する。かなり乾燥した地域に生息し、半乾燥地域に接しているところもある。例えば分布域の北西端に近いマリ中央部では、クロワシミミズクの生息地の年間降水量は平均550mm未満である。またサバンナに隣接する河川沿いの森林や、開けた土地に囲まれた小さな森林にも生息するが、樹木の密集した場所では稀である。南アフリカでは氾濫原や湿地の周辺でよく見られ、一部の地域ではそれらの環境が主要な営巣地となっている可能性がある。ウガンダでは主に河畔林で見られる。クロワシミミズクは、海抜0mから東アフリカ山地などの標高約3,000mの雪線付近まで、ほぼすべての高度に生息している可能性がある。ただし山岳地帯では岩場に散発的に生息するため、非常に数が少ない。南アフリカのブッシュベルドはクロワシミミズクにとってほぼ理想的な生息地であり、ここでピークに近い数で見られることがある。歴史的にカラハリ砂漠では稀であったが、針葉樹、ユーカリ、アカシアなどの樹木の進出、灌漑による環境の変化、餌となる生物の導入などにより、この地域にも点在して生息するようになった。

## 行動

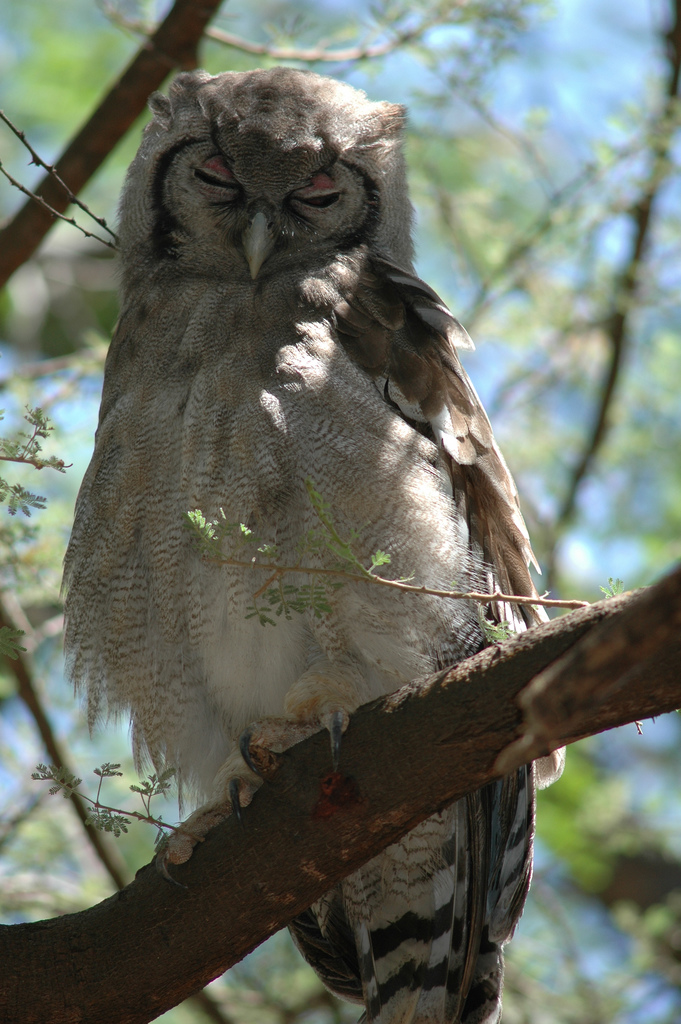
昼間は木の枝で休む

クロワシミミズクは夜行性で、昼間は木の上で休息し、背が高く古い木の、日陰になっている大きく水平な枝を好む。ケニアでは、最もよく使われる止まり木はクロトン・メガロカルパスと外来種のユーカリであった。他の場所では、アカシアの木が習慣的に使用される場合がある。通常は密集した葉の上の枝を選ぶが、時には前夜の狩りが終わった場所で、比較的露出している止まり木などを選ぶこともある。眠りはかなり浅く、日中は攻撃から身を守るため非常に早く目覚めるという。ペアとその子孫からなる家族は、頻繁に一緒に眠り、このとき羽繕いをすることもある。報告によれば最高で3歳の個体も含まれており、事実であればフクロウの中では例外的なことである。非常に暑い日には、冷却のために喉をはためかせることがあり、猛暑時の真昼には雨や浅瀬で水浴びをすることが知られているが、通常は夜間に水を飲む。繁殖ペアは広大な縄張りを持ち、最大で7,000ヘクタールに及ぶこともある。

## 摂餌

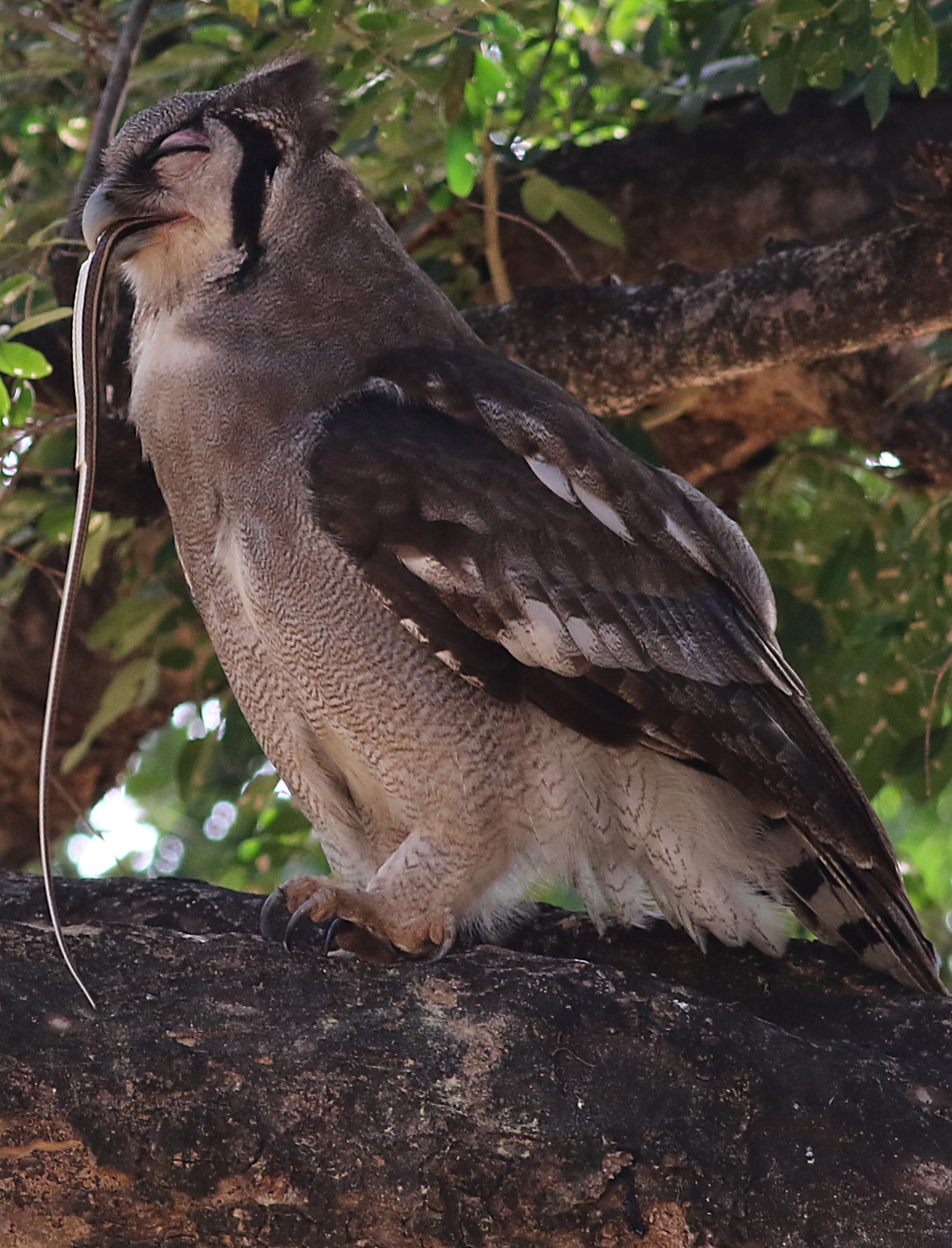
ヘビを食べる様子

クロワシミミズクは鳥類の頂点捕食者と考えられており、食物連鎖の頂点かその付近に位置しており、健康な成鳥には通常天敵が存在しない。狩猟行動はワシミミズク類に典型的なものである。主に夕方に狩りをするが、日中でも獲物に急降下する様子が観察されている。通常は日中のねぐらとは別の木に飛んで、そこを狩りの際常習的に使う。クロワシミミズクは主に木から獲物に向かって滑空し、狩りをする。ただし、飛翔中の昆虫を狩ることも報告されている。時には茂みの上を低空飛行して獲物を不意に襲ったり、茂みの中や森林の中を飛び回ってガラゴなどの樹上性の獲物を捕らえる。時には地上で獲物を追いかけ、歩きながら素早く羽ばたいたり、浅瀬で魚を捕まえたりもする。ワシミミズクの翼の大きさでは広い範囲での飛行速度と飛行能力が制限されるため、ほとんどの狩りを実行するには止まり木が必要である。
ワシミミズク類は見境なく餌を食べる日和見的な捕食者として知られているが、クロワシミミズクは特にその傾向が強い。以前の研究では、クロワシミミズクはワシミミズク類の中で最もよく研究されている種のひとつで、出会った生物を無作為に狩ると特徴づけられていたが、より最近の研究では、獲物の選択は完全に無作為ではなく、地域によっては獲物の個体数に関係なく、ワタオウサギ属やノウサギ属を獲物として選択している。その結果、ウサギの数が減少する時期には、一部地域ではクロワシミミズクの個体数が減少することが予想される。種全体で見ると、約88%の確率で哺乳類を獲物として選択する。また別の研究によると、食事の約56％が哺乳類であり、複数の地域で単一の獲物を狙う事例は存在しないという。現在までにクロワシミミズクの獲物は100種以上記録されているが、包括的な食事の研究は6件ほどしか知られていないため、これは獲物全体のごく一部に過ぎないと思われる。クロワシミミズクの獲物のサイズは、5g未満の昆虫から、少なくとも10 kgの有蹄類までの範囲である。獲物の大きさの範囲はワシミミズクに次いでフクロウの中で二番目に広く、獲物の大きさの上限もワシミミズクに次いでフクロウで二番目に大きい。

### 哺乳類
クロワシミミズクの最も一般的な獲物はハリネズミである。アフリカでハリネズミを日常的に捕食するのはクロワシミミズクのみのようで、他の肉食動物のほとんどは、ハリネズミのとげのような防御手段がない他の小型哺乳類を狙う。南アフリカ共和国の西ケープ州とマリ共和国中央部の巣の食物の部分的な研究の両方で、ハリネズミがクロワシミミズクのバイオマスに最も大きく貢献していることが判明している。獲物として知られている2種のハリネズミは、北部に生息する成体の平均体重が335gのヨツユビハリネズミと、南部に生息する成体の平均体重が350gのケープハリネズミである。ハリネズミを捕獲する際、クロワシミミズクは柔らかい羽により音もなく降下し、ハリネズミの顔に爪を突き刺して仕留める。その後成鳥か巣にいる幼鳥に食べられる前に、棘のある背中の皮を剥がされる。このため、巣の近くのクロワシミミズクのねぐらの周りで、12枚以上のハリネズミの皮が見つかることがある。ハリネズミを捕食する際、ワシミミズクも同様の方法で狩りを行い、ワシミミズクはユーラシア大陸で唯一、ハリネズミを日常的に捕食する肉食動物である。他の地域での研究では、ハリネズミは一見日和見的に捕獲されているように見えるが、量とバイオマスの両方において、獲物としてはせいぜい二番目に重要といった程度である。

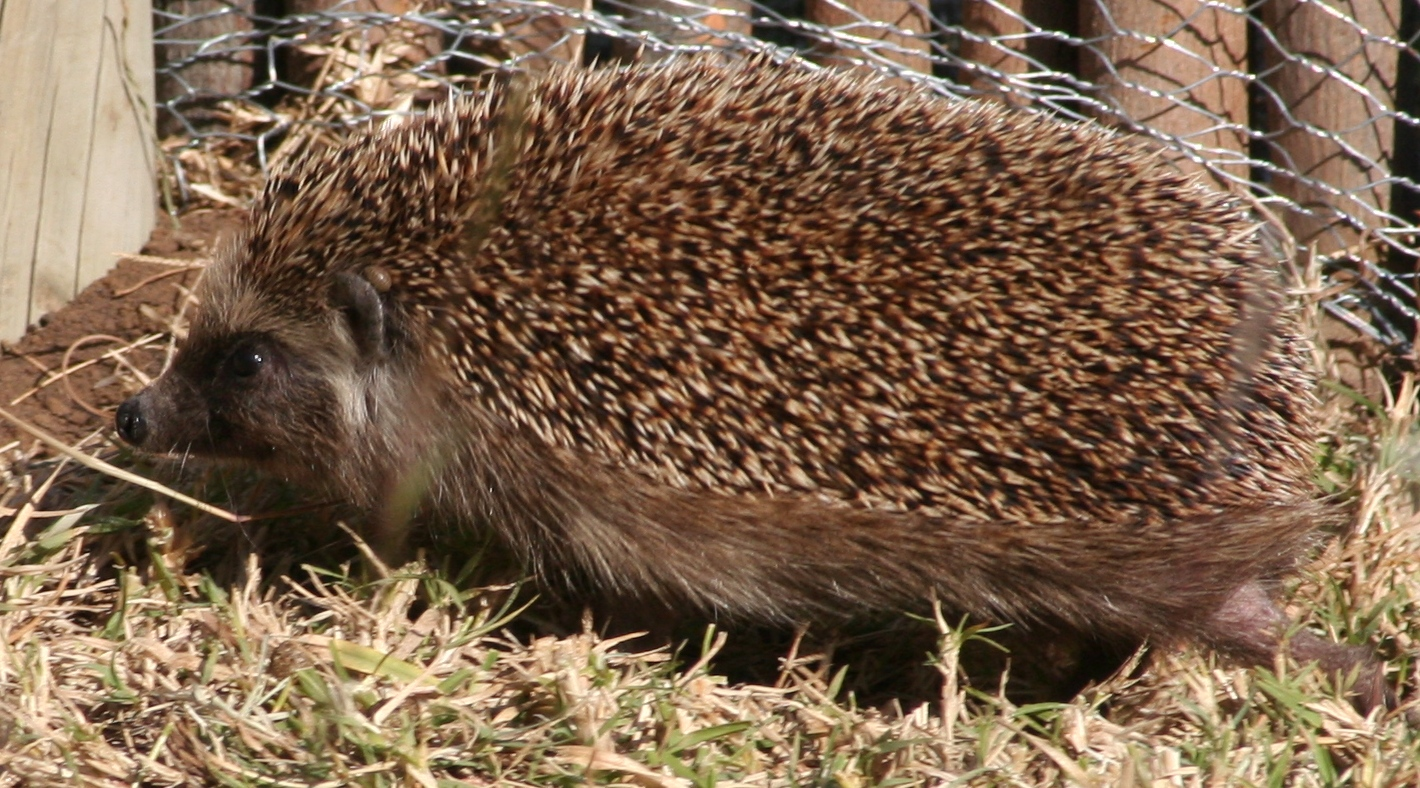
ケープハリネズミはクロワシミミズクの一般的な獲物である。

一般にクロワシミミズクの食性は無作為で、非常に多様である。温帯域のワシミミズク類は比較的小型の齧歯類を捕食せざるを得ず、そのためには巣作りのつがいが毎晩12匹もの齧歯類を捕獲する必要となる場合もある。それに比べて、サブサハラアフリカ地域では齧歯類の種数と個体数がかなり多く、クロワシミミズクはほとんどの小型齧歯類を無視しているようで、体重が平均30g未満の齧歯類の獲物は知られていない。ケニアでは、現地で最も頻繁に記録された獲物はメクラネズミ科であったが、これらは哺乳類以外を含む他の種よりもわずかに多い程度であった。デバネズミ科の数種も獲物として記録されている。体重31gのミナミアフリカタチチマウスから、体重360gのドブネズミを含む外来のクマネズミ属にいたるまで、いくつかのネズミ科の種が狩りの対象となっている。クロワシミミズクが捕獲した記録のある大型の齧歯類には、体重529gのケープアラゲジリス、体重786gのサバンナアフリカオニネズミ、体重1,900gのヒメヨシネズミなどがいる。獲物となる最大の齧歯類は平均体重3,040gのトビウサギである。Avery, et al. (1985)は、トビウサギは獲物としては大きすぎるため、死肉を食べるのみである可能性があると述べており、実際に少なくとも1匹のトビウサギが死肉を食べられている。しかし、ワシミミズクがより大きなサイズのサルを生きたまま捕獲したことが実証されていることも認めており、生きたトビウサギも捕獲する可能性は否定できないとした。
クロワシミミズクが獲物とする他の多くの哺乳類は、特に夜行性または薄明薄暮性の傾向を示す大型種を除いて、偶然遭遇した生物のようだ。クロワシミミズクの獲物として知られている脊椎動物の中で最も小さい体重8.1gのランダーキクガシラコウモリから、体重150gを超えるルーセットオオコウモリ属まで、コウモリを狩った例が何度かある。クロワシミミズクが狩ったと記録または推測される他のほとんどの哺乳類は、かなり大型の傾向がある。アカクビノウサギとケープノウサギの両方が食料となると報告されており、捕獲されたノウサギは平均体重が2,740 gと推定されている。ケニアの一部では、ノウサギはワシミミズクの食事に特に重要なバイオマスの供給源となる。その他のさまざまな哺乳類の獲物には、体重540gのコシキハネジネズミや体重3,800gのケープハイラックスが含まれるが、ハイラックスでは成獣よりも幼獣の方がよく捕獲される可能性がある。
知られている限りでは、クロワシミミズクは複数種の霊長類を捕食する唯一の現生フクロウであるが、他に2 - 3種の大型フクロウでは若い霊長類を捕獲した散発的な事例が報告されている。ガラゴを捕食した記録が複数報告されているが、ガラゴはアフリカの夜行性霊長類の代表であるため、種が特定されることは珍しい。捕食されるガラゴは、体重85.3gのトマスコビトガラゴから、体重1,098gのオオガラゴまで多岐にわたる。オナガザル科も日和見的に捕食され、ベルベットモンキーの捕食事例は特に多い。捕食に成功した事例としては、クロワシミミズクが自分と同じくらいの亜成獣を持ち去ったことや、地上で捕らえてその後解体した推定体重4,000 - 5,000 gの成獣がある。ベルベットモンキーが直面する恐ろしい肉食動物の群れを考慮すると、クロワシミミズクは彼らにとってよりマイナーな捕食者の一つであり、サルが主に昼行性の活動を行うこともあって、クロワシミミズクの攻撃は偶発的なものと考えられる。時折攻撃を受けると考えられている他のサルには、ベルベットモンキーと大きさが似ているブルーモンキー、パタスモンキー、チャクマヒヒの幼獣などがいる。パタスモンキーの成獣は平均約8,633gで、ベルベットモンキーよりもさらに大型化することがあるため、成獣を捕食するかどうかは疑問である。
クロワシミミズクが有蹄類を捕食した事例はいくつかあるが、Avery, et al. (1985)などの一部の研究者は、これらは一般的に死肉を漁った事例であると考えている。この研究によれば、推定体重10,670gのグリズボックの成獣の死骸は、確実に死肉として捕食されたとされている。Steyn(1982)は、クロワシミミズクが稀に体重10,000gまでの生きた獲物を捕食することがあることを認めたが、成獣のサバンナダイカーを捕食した事例では、サバンナダイカーの死因はおそらくロードキルだったと述べた。死肉をあさることはフクロウでは一般的にまれな行動であり、大型のフクロウで、なおかつ非常に空腹であったケースが少数報告されているのみである。他の獲物としては、ケープイボイノシシの幼獣が含まれる。ケープイボイノシシ平均出生体重はわずか665gだが、わずか2週間で2,000g以上に成長する。平均体重が4,590gで、最も小さいレイヨウの一種であるキルクディクディクの成獣も狩った記録がある。
哺乳類の肉食動物では、主にマングースを捕食する。体重710gのキイロマングースや725gのミーアキャットなど、サバンナの端に生息する社会性の種が襲われているほか、体重2,500gのジャクソンマングースなど、より大型で臆病な森林の種も襲われている。体重約2,200gのメラーマングースの成獣を飛行中のクロワシミミズクが捕獲したが、これは前述のベルベットモンキーの亜成獣に次いで、この種が運んだ記録のある中で2番目に重い生物である。その他にも体重292gのゾリラモドキや、より大型の近縁種で体重817gのゾリラは獲物となっており、カラハリ砂漠の境界にある巣の一つでは、一対のクロワシミミズクの唯一の獲物となっていた。南アフリカでは、平均体重1,732gのケープジェネットと、1,600gとアフリカ最小のネコ科動物であるクロアシネコも獲物となる。クロワシミミズクは、体重4,150gのオオミミギツネや、体重10,000gのアードウルフなど、さらに大型の肉食動物にとっても脅威であると考えられているが、アードウルフの健康な成獣にとって脅威となるかどうかは疑わしい。体重4500gを超える、アフリカヤマネコの雄成獣に対する攻撃は中止され、飛ぶには重すぎると判断したようであった。しかし飼い猫であればどんな大きさでもクロワシミミズクの餌食になる可能性がある。ケニアのバリンゴ湖付近のロッジでは、クロワシミミズクが野良猫を狩る習性があるようで、敷地内の猫たちは非常に臆病になっている。

### 鳥類

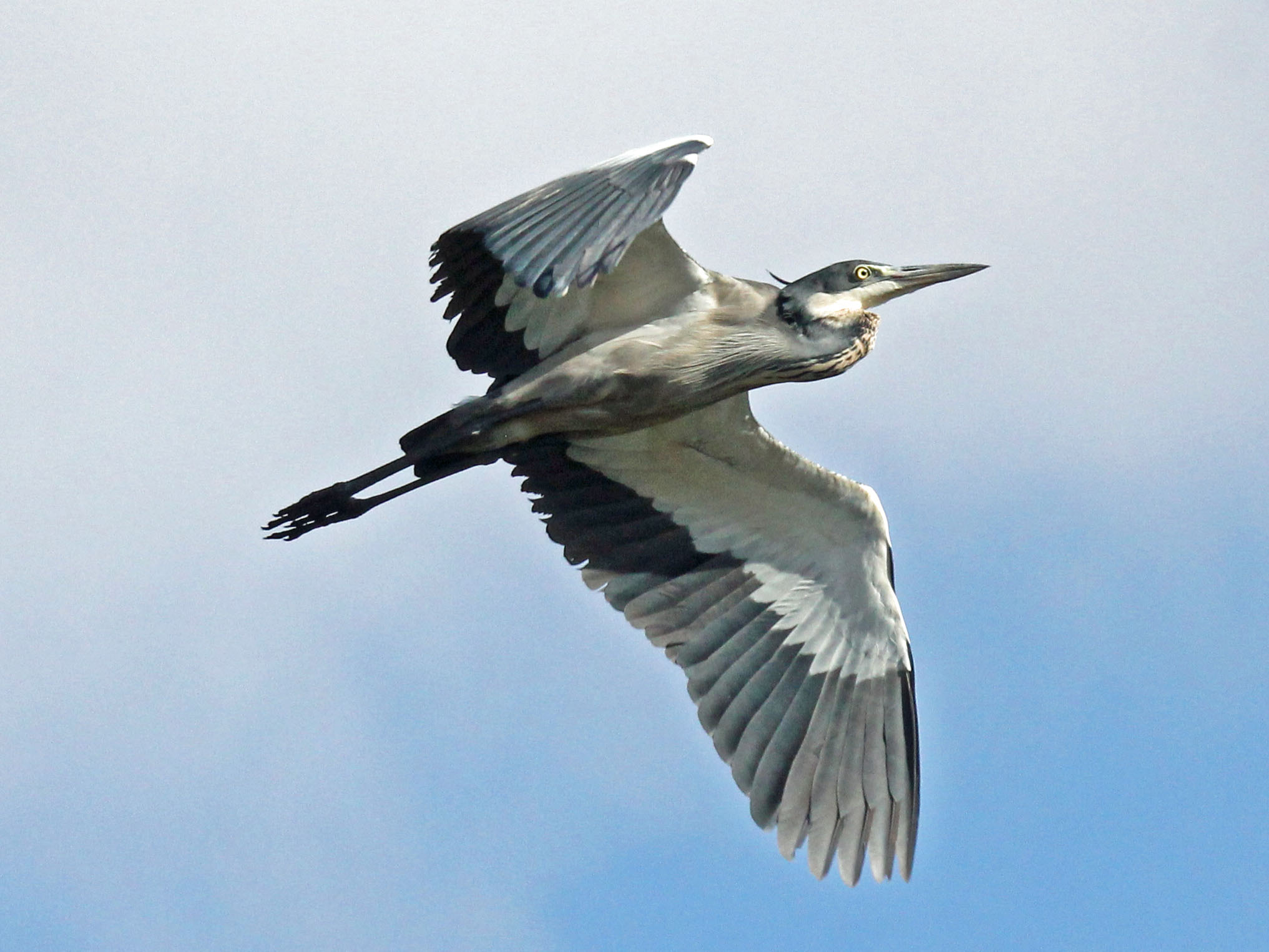
南アフリカでの研究によると、ズグロアオサギはクロワシミミズクにとってバイオマスの観点からすると最も重要な獲物である。

クロワシミミズクは様々な鳥類を獲物とする。50種以上の鳥類が獲物となることが確認されており、ワシミミズク類としては少々異例なことに、食物としての重要性において地域によっては哺乳類を上回ることもある。獲物として好まれる鳥類は予測できないため、夜間のねぐらや巣がたまたまクロワシミミズクの餌食になる可能性がある。捕食のケースの多くは巣荒らしで、雛鳥や若鳥が捕獲されるが、目立たない巣を持つ種の場合は成鳥が捕獲されることもある。南アフリカのデ・フープ自然保護区では、鳥類は哺乳類などよりも、数（43.3%）とバイオマス（57.84%）の両方で主要な獲物となっていることがわかった。以前の研究でバイオマスの代表として最も主要であった種はズグロアオサギで、平均1,260gと推定される成鳥の遺骸が数羽見つかった。体重873gのダイサギ、1,443gのアオサギ、975gのムラサキサギなど、他の大型のサギ類も夜間にクロワシミミズクの餌食になることが知られている。
体重1,008gのキバシガモ、983gのシラボシガモ、596gのアフリカセイケイ、825gのアフリカオオバンなど、中型水鳥も餌となる。その他にもキジ目も餌となり、体重1,229 gのホロホロチョウは広く捕食対象となっており、ケニアでは季節的にクロワシミミズクの餌の大半を占める可能性がある。96gのヨーロッパウズラや390gのハイバネシャコなどの中型種も食事に含まれる。ニワトリやクジャクなど、反野生化した家禽類も捕獲される。
体重177gのクリムネサケイ、350gのカワラバト、84gのワライバト、169gのセネガルバンケン、49gのウロコミツオシエ、139gのアカハシコサイチョウから1,235gのギンガオサイチョウまでの数種のサイチョウ類など、高地の鳥も捕食される。スズメ目の鳥の中で最も頻繁に捕食されるのはカラス科の鳥である可能性が高い。カラス科の鳥はサイズが大きく、巣が比較的開いており、共同のねぐらが見つけやすいことが多いため、世界中のワシミミズク類に好まれる。カラス科の鳥では、ツルハシガラスとムナジロガラスが食事に関する研究で報告されている。エチオピアでは、体重1,500gでカラス科最大のオオハシガラスが激しくクロワシミミズクにモビングを行っており、クロワシミミズクを主な脅威とみなしているようだった。小型のスズメ目鳥類も捕食される。メジロ科は小型のスズメ目鳥類の中ではよく狩られ、体重10.9gのSouthern yellow white-eyeは獲物として確認されている鳥類の中で最も小さい種であるが、アフリカツリスガラ属はさらに小さい可能性がある。クロワシミミズクが狩る最大の鳥は、ダチョウやホオジロカンムリヅルなどであるが、これらは雛が狙われる。獲物とされる他の猛禽類よりも大型の鳥類は、おそらくノガン科である。ほとんどの捕食記録は、比較的小型のハジロクロエリショウノガンとクロエリショウノガンに関するもので、平均体重はそれぞれわずか745gと690gである。クロワシミミズクの脅威にさらされていると考えられる大型のノガンとしては、体重4,790gのアフリカチュウノガンと体重8,430gのアフリカオオノガンがあるが、後者の特に雄成鳥が襲われるかどうかは明らかではない。

### その他の獲物

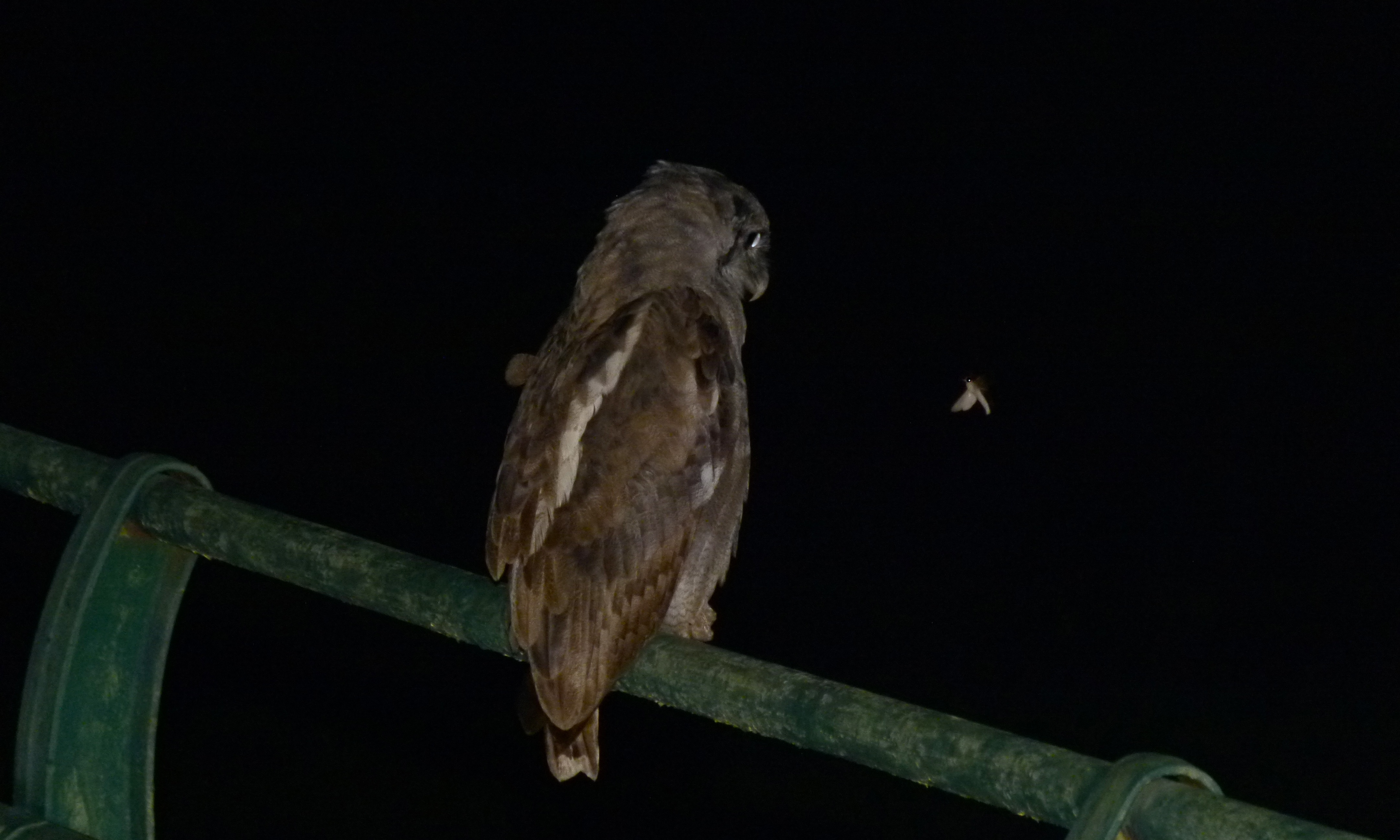
蛾とクロワシミミズク

爬虫類や両生類は時折獲物となる。体重31gの小型で無害なチャイロイエヘビから、体重454gを超える大型で有毒なエジプトコブラまで、様々なヘビがクロワシミミズクの食生活に含まれる。南アフリカの郊外で繁殖するクロワシミミズクの主な獲物として記録されているのはカエルであり、具体的にはトキイロヒキガエルとノドゴエヒキガエルである。ケニアでの食事研究では、種は同定できないがカエルがかなり多く含まれていた。獲物となる爬虫類で最大の種はナイルオオトカゲ平均体重は5,850gである。昼行性の爬虫類であり十分な食糧を提供するが、不意に待ち伏せしても制圧するのは難しい場合がある。
魚類の捕食は報告されているが、食事の研究では魚類が直接観察されたことはない。この種の食事には驚くほど多様な無脊椎動物が含まれており、シロアリほどの小さな昆虫を捕食することもあり、さらに小さなササラダニやニクバエなどがペリットの中から記録されているが、これらはおそらく死肉または獲物の胃袋を食べているときに偶然食べられたものと思われる。サソリ、クモ、ヤスデも餌に含まれていることが報告されている。昆虫では主に大型のオサムシ科や糞虫を捕食する。クロワシミミズクは夜間にアフリカスイギュウの群れの中にいる糞虫をスイギュウの足の下に潜り込んで食べることが知られており、ゾウの糞の中にいるフンコロガシも入手可能であれば食べる。

### 多種との関係
サブサハラアフリカには多くのフクロウが分布しているが、同緯度の熱帯地方や南アジアの一部地域に比べると種の多様性は少ない。しかしワシミミズク類の種多様性は高く、この多様性のためアフリカのワシミミズク類の間では生息地の好み、主な獲物の種類、体の大きさに多くの違いがある。小型のワシミミズク類3種はアフリカにのみ分布しており、大まかにサイズの小さい順に、アクンワシミミズク、ハイイロワシミミズク、アフリカワシミミズクとなっている。これらの種はすべて主に昆虫食であり、他種と比較すると足や爪のサイズと強度が減少しているが、アフリカワシミミズクは小型齧歯類も食べられるように特殊化している可能性がある。アクンワシミミズクは、中型のコヨコジマワシミミズクやウサンバラワシミミズク、大型のヨコジマワシミミズクと同様に主に森林に生息するため、クロワシミミズクと共存する可能性は低いが、北方に分布するハイイロワシミミズクと南方に分布するアフリカワシミミズクは、クロワシミミズクと生息環境が類似している。アフリカの非魚食性のフクロウのうち、イワワシミミズクはやや幅広い食性を持ち、大きな獲物を捕食する能力があるが、メクラネズミ科やケープハイラックスなど、限られた哺乳類を食べることに特化しており、クロワシミミズクよりも日和見的ではない。イワワシミミズクは岩場や山岳地帯の限られた生息地内で営巣や狩りを行う一方、クロワシミミズクはそのような地域に散発的にしか現れない。東アフリカと南アフリカでは、生息地の劣化により、より適応力の高いクロワシミミズクがイワワシミミズクの生息域に侵入し、より小型のイワワシミミズクが競争により排除されるという問題が生じている。

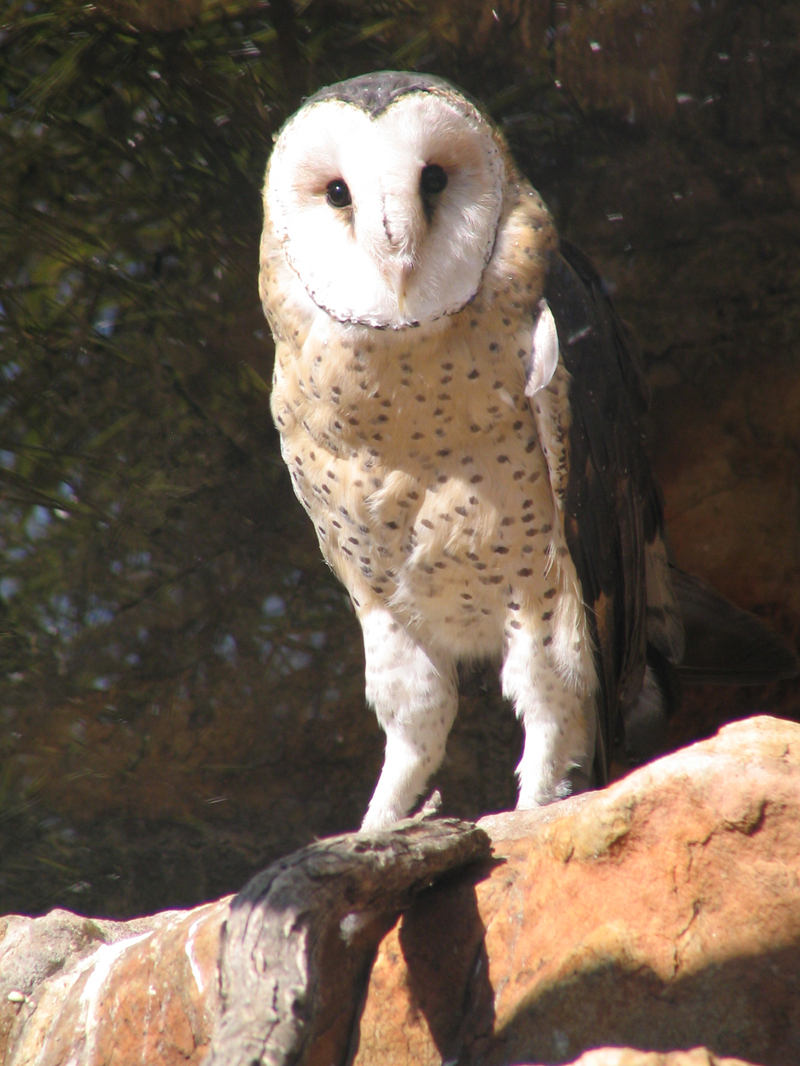
ミナミメンフクロウなど、他のフクロウがクロワシミミズクの餌となることもある。

ワシミミズク類以外のアフリカのフクロウは、クロワシミミズクに比べてはるかに小型であり、競争相手というよりは獲物とされる可能性が高い。この種の獲物となった小型から中型のフクロウには、平均体重約419gのメンフクロウとミナミメンフクロウ、334gのアフリカコミミズク、216gのミナミアフリカオオコノハズクがいる。体重645gのアフリカワシミミズクが、クロワシミミズクに捕食された記録がいくつかある。アフリカコノハズクからアフリカヒナフクロウまで、クロワシミミズクと同様の生息地を好むフクロウが数種存在しており、捕食の報告はされていないが、ほぼ間違いなく時折クロワシミミズクによって脅かされている。ワシミミズク類はその生息域の昼行性猛禽類にとっておそらく最も主要な天敵であり、夜になると巣で猛禽類を待ち伏せし、雛から成鳥まであらゆる年齢の猛禽類を殺す。このような獲物は食料源としては量的に重要ではないが、猛禽類は一般にまばらに分布しているため、ワシミミズク1羽またはつがいの習慣的な狩りは、地元の個体群に壊滅的な影響を与える可能性がある。小型から中型の猛禽類で襲われることが知られている種には、体重638gのチュウヒダカ、体重675gのコシジロウタオオタカ、体重507gのアフリカチュウヒ、体重110gのアフリカツバメトビ、体重291.5gのアフリカオオタカ、体重875gのヨーロッパノスリと体重640gのヒメイヌワシなどがある。
クロワシミミズクがさらに大型の猛禽類を襲ったという報告もあり、ボツワナではウオクイフクロウの成鳥を殺した事例が確認されている。ウオクイフクロウの体重はおよそ2,000gで、クロワシミミズクとほぼ同じ大きさである。ズキンハゲワシやダルマワシなどの大型種の巣を襲う場合は、雛だけが被害に遭うことがあり、クロワシミミズクと平均体重がほぼ同じである成鳥が獲物になったという報告はない。大型猛禽類の中には、雛だけでなく成鳥も殺された事例がある。体重2,810gのサンショクウミワシや、体重4,017gのヘビクイワシの成鳥に対する夜間の襲撃が成功したという報告がある。ジンバブエのマトボ国立公園では、クロワシミミズクが体重4,195gのコシジロイヌワシの捕食者の1つと考えられているが、成鳥だけが危険にさらされているのか、それとも雛だけが危険にさらされているのかははっきりしていない。
これらの例を除けば、ワシなどの大型猛禽類はクロワシミミズクの競争相手とみなされる。例えば昼行性のゴマバラワシは、クロワシミミズクの生態的同位種と見なされることがある。ゴマバラワシはクロワシミミズクと似た生息地を好み、同様に幅広く日和見的な食性を持つ。平均体重がおよそ4,200gのゴマバラワシは、クロワシミミズクのおよそ2倍の重さがあり、相応に大きな獲物を捕らえる。その平均的な獲物の重量は1,000 - 5,000gで、ゴマバラワシは例外的に自分の体重の9倍近くの獲物を捕らえることができるが、クロワシミミズクの獲物のほとんどは1,000 - 1,500gを超えない。クロワシミミズクは日中ゴマバラワシに場所を与えている可能性が高く、2種がお互いに衝突したという記録はない。もう一つの特に大きくて攻撃的なワシであるカンムリクマタカは主に森林に生息するため、昼行性のクロワシミミズクに相当するわけではない。幼鳥のカンムリクマタカが夜にクロワシミミズクの縄張りに侵入し、成鳥に攻撃されて追い出されたという記録が1件あるが、カンムリクマタカの幼鳥には流血すら無かったため、クロワシミミズクは並外れて力強いこの種とは戦えないであろう。夜行性の猛禽類であるクロワシミミズク、ヨコジマワシミミズク、イワワシミミズクは、それぞれサバンナ、森林、岩場に生息しており、昼行性の猛禽類であるゴマバラワシ、カンムリクマタカ、コシジロイヌワシに相当していると考えられているが、昼行性の猛禽類に比べてサイズが小さいため、ワシミミズク類に体の大きい獲物が襲われる可能性は低い。夜行性の鳥類の食物連鎖の頂点に近い位置にあるにもかかわらず、2013年には自動カメラにより、水飲み場でクロワシミミズクがセグロジャッカルに襲われて殺された様子が撮影された。小型のアカギツネ によるアメリカワシミミズクやワシミミズクへの同様の攻撃が成功したという報告もあるが、これらのケースではワシミミズクはなぜか地上に留まっており、近づきやすい海の崖に巣を作っていた。ワシミミズクにとって、キツネは捕食者というよりは獲物となることが多い。クロワシミミズクは大胆に地上に降りてきて、甲虫を捕まえたり、飛んで運ぶには大きすぎる獲物を食べたり、水を飲んだりすることから、ジャッカルが不注意なクロワシミミズクを待ち伏せできた可能性もある。意外なことに、ダルマワシの成鳥が昼間にクロワシミミズクを殺している様子が撮影されたが、これが捕食なのか、競争や反撃なのかは不明である。

## 繁殖と成長

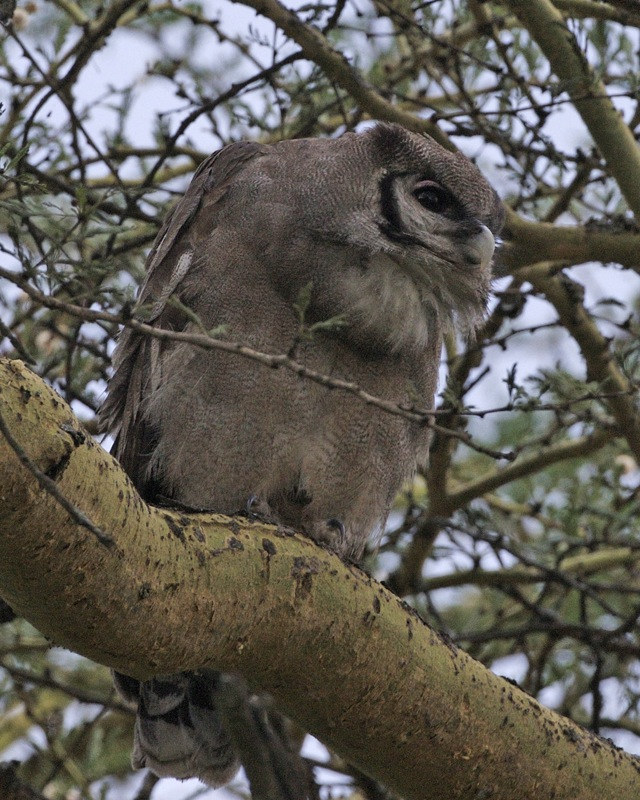
成鳥は昼夜問わず縄張りを守って、巣を作る。

分布域の中心である東アフリカでは、クロワシミミズクの繁殖活動は2月から9月までがピークであるが、種全体ではほぼどの月でも発生する可能性がある。繁殖の時期はおおよそその地域の乾季に対応すると言われており、分布域の北部では平均して2月前と早く、分布域の南部、例えばケニアや南アフリカでは7月から9月と遅めになる。分布域の北部では、マリ共和国では11月、セネガルでは11月と12月、赤道ギニアでは12月、ナイジェリアでは1月に繁殖期が始まる。一夫一婦制のつがいは非常に安定しており、生涯を共にすると考えられる。ほとんどのフクロウと同様に、求愛ディスプレイは、配偶者を確立するため、または巣作りの前につがいの絆を強めるためという2つの目的がある。求愛ディスプレイ中の発声は、比較的速く興奮した鳴き声、ホーホーという音、クンクンという音で構成される。求愛中のつがいは互いにお辞儀をし、羽を広げて羽繕いをし合い、求愛には雄がより積極的に参加する。すべての猛禽類と同様に、クロワシミミズクは縄張り意識が強い。つがいは鳴き声を上げ、時にはデュエットで縄張りを主張する。クロワシミミズクの縄張りは最大7,000ヘクタールに及ぶことがあるが、平均的な縄張りの大きさは明らかではない。
アメリカワシミミズクのように、クロワシミミズクは他の鳥が作った古い巣を自分の巣として使うのが普通である。他の鳥が作った巣以外の場所を使うことは、稀であると考えられており、クロワシミミズクの生息域ではほとんど例外的とみなされている。知られている限り、現存するフクロウで巣を作るものはおらず、既存の巣や物体に少量の巣材を追加することが少数の種で確認されているのみであるため、この種が自分で巣を作るという報告は疑わしいものである。彼らが使用する巣の種類は極めて多様で、一般的には丈夫な木に大きな棒で作った巣が使われる。南アフリカでは、記録されている巣の高さは地面から6 - 25mに及ぶ。タカ科の巣は巣作りに最大4か月がかかるほど巨大で構造であるため、クロワシミミズクを含めたフクロウはよく利用する。しかし、クロワシミミズクが最もよく利用する巣は、シュモクドリのものである。マリ共和国から南アフリカまで、クロワシミミズクがシュモクドリの古巣を使うことが記録されている。その巣は棒で囲まれた円形で、側面に入り口があり、小型な鳥であるシュモクドリの大きさに比べて非常に大きい。通常クロワシミミズクは、シュモクドリの巣の内部ではなく、平らな上部に巣を作る。巣の内部は通常、クロワシミミズクが入るには狭すぎるため、安定した構造がクロワシミミズクの家族に巣を提供しているといえる。
その他にもハゲワシ、ワシ、ヘビクイワシ、カラス、さらにはハタオリドリなど小型種の巣も利用される。ハタオリドリは巨大な共同の巣を作り、ワシミミズクはその上に巣を作る。クロワシミミズクが使用する頃には、ほとんどの巣はすでに放棄されており、例えば大型のタカ科の鳥の多くは、何年かに一度別の巣を作って移動する。しかし、巣に鳥がいると、クロワシミミズクのつがいはすぐにその鳥を追い出し、時にはその巣にいる鳥を食べることもある。クロワシミミズクの3倍の重さがあるミミヒダハゲワシを巣から追い出したこともある。場合によっては、シュモクドリがワシミミズクから巣を守ろうとすることが知られているが、たいていは追い払われている。クロワシミミズクは巣を手に入れるために、他のフクロウやハヤブサなど、巣を奪う鳥を追い出すことが知られている。あるケースでは、クロワシミミズクのつがいがシュモクドリの巣の上に巣を作り、巣の内部はエジプトガンが利用していた。エジプトガンは他の種の巣を利用する珍しい水鳥である。クロワシミミズクはまれに、鳥の巣ではなく大きく古い空洞、ヤシの木の幹、非常に密集したつる植物やランの絡み合った場所を巣として使用することが記録されている。
雌は平均して2個の白い卵を産む。卵の大きさは通常62.6mm×51.4mmで、高さは58 - 66mm、幅は48 - 54mmである。最初の卵の平均質量は101.6g、2番目の卵の平均質量は93gである。卵は最大7日間隔で産まれ、その場合孵化にも7日近く差がある場合も報告されている。ほとんどの巣には2個の卵が入っていると報告されているが、1個だけの場合もあり、2個を超える事例は記録されていない。成鳥の雌は33 - 39日間抱卵するが、抱卵期間は他のほとんどのワシミミズク類、少なくとも北方に生息する種よりもわずかに長い。孵化時の平均体重は60 - 70 gである。雛の体重は孵化後5日以内に3倍になることがある。最初の卵と2番目の卵の孵化の間隔が非常に長いため、年上の雛は常に2番目の雛よりもかなり大きい。猛禽類の様々な種類で広く報告されているように、小さい雛は巣の中で死ぬのが普通である。年上の雛に餌を奪われて餓死したためか、小さい雛が年上の雛に襲われて殺されたためである可能性がある。通常、この種の小さい方の雛は孵化後2週間以内にいなくなる。まれに両方の雛が育てられ、巣立ちまで生き残ることもあるが、南アフリカでは巣から2羽の雛が生まれたという例は知られていない。雛は孵化した直後からオフホワイトの綿毛状の羽毛で覆われており、生後1週間以内にピンク色のまぶたが明らかになる場合がある。生後3週間までに、雛の羽毛は厚くなり、灰色がかった色になり、斑点が現れる。6週間もすると、成鳥の顔面にある黒い模様が目立つようになり、成鳥に似始めるが、特に頭の周りはまだかなり綿毛状の羽毛が生えている。それからわずか1週間後には、ほぼすべての綿毛状の羽毛が抜け落ちる。
雌は抱卵期間はほとんど巣に留まり、雄は親子のために餌を探し回る。孵化後約20日間続く抱卵期間中、雌は雄から餌を与えられるが、その後狩りを再開する。抱卵および抱卵期間中、雄は通常日中は巣の近くで休んでおり、雌は常に巣の周囲に留まっている。抱卵期間が過ぎると、雌は巣から12mほど離れた木に移動する。両親は巣の近くの好みの木を使って、獲物を子供が食べやすいようにバラバラにすることがある。鳥がより一般的に食べられる木や、ハリネズミが最もよく捕食される木とがある。この種の食事に関する研究のほとんどは、このような木の下のペレットと皮の研究から得られている。雌は抱卵中も子育て中も非常にしっかりと巣に留まり、大声で怒鳴られたり、木を叩かれたりしても巣からは逃げ出さない。他の個体や捕食者、人間などの侵入者が近づきすぎると、親は低くうなり声を上げ、耳飾りを上げ、嘴を叩く。巣の近くに侵入されると、雌雄ともに注意をそらすディスプレイを行うことがあるが、通常は雄が行う。ディスプレイのほとんどは夜間に起こるが、昼夜を問わず起こり得る。このようなディスプレイ中、成鳥は翼を垂らして地面の上を飛んだり、着陸して翼を引きずったり、嘴をカチカチ鳴らしたり鳴いたりしながら羽ばたく。このような怪我を負ったふりをして注意を引き付けるディスプレイは、ワシミミズクや小型のフクロウで記録されているが、他のワシミミズク類では知られていない。あるケースでは、幼鳥が地面に落ちた後、親鳥の怪我を装ったディスプレイによって野良犬がうまくおびき出された。まれに親鳥が侵入者を攻撃することがあり、幼鳥を拾った人が親鳥から攻撃され、重傷を負った事例がある。

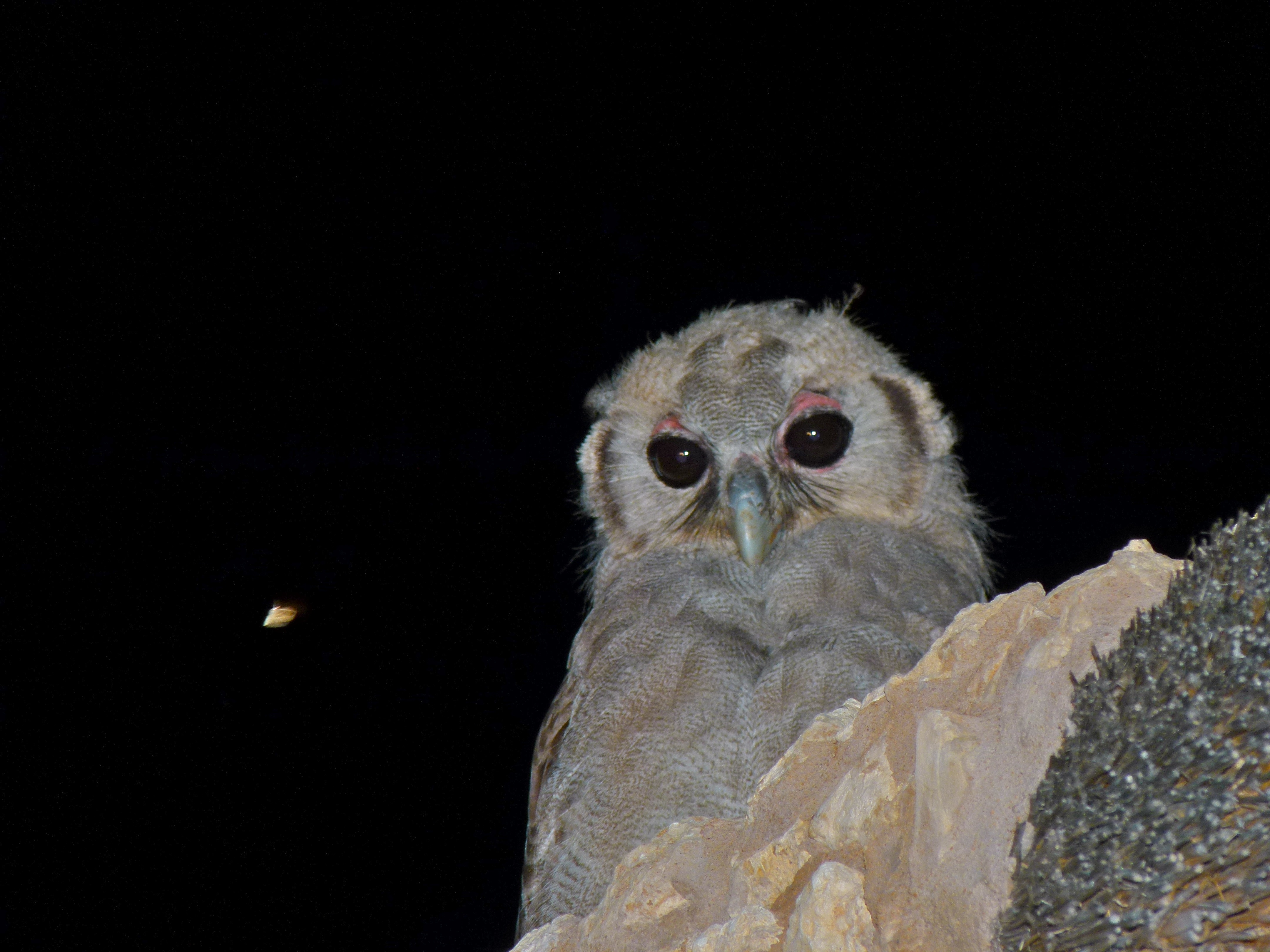
クロワシミミズクの雛

幼鳥は平均62 - 63日で巣立つが、この時点では飛ぶことができない。この後十分に飛べるようになるまで、さらに2週間から1か月ほどかかる。巣立ち後の幼鳥は「著しく不活発」で、飛ぶ努力もほとんどせず、通常は巣に近いねぐらを選び、不器用にそこに登るか、巣の下の大きな茂みに降りる。巣の中では、雛は甲高い声やさえずるような声で餌をねだり、時には頭を上下に振ったり、体を揺らしたりする。そして、巣立ち後もかなり長く餌を親に頼り続ける。巣を離れた後、若鳥は成鳥と同様に昼間に他の猛禽類やカラスに襲われることがある。成鳥は夜間にこれらの鳥を襲って殺すため、激しい攻撃を受けることが多い。若鳥はそのような攻撃で傷つくのを避けるために、より密集した枝に逃げることがある。若鳥はしばしば襲われた結果、地面に落ちることがある。敵に発見された場合、頭を垂れ、目を閉じてうつ伏せになり、擬死をすることがある。その際に拾い上げられたとしても、その状態を維持する可能性がある。放置されると、若鳥は徐々に目を開き、通常の状態に戻る。
ほとんどの若鳥は生後約5ヶ月になるまで、自分で獲物を捕らえる能力を示さない。しかし、独立する時期は個体によって著しく変動するようである。足環を付けられた9羽のうちの1羽は、巣から24km離れた場所に移動し、完全に独立したように見えた。一方、おそらく自力で飛んだり狩りをしたりできる生後半年以上のクロワシミミズクは、次の繁殖期までとどまって親に餌をねだり続けるのが見られ、父親が母親と新しい雛に餌を与えている間に、父親から餌を与えられることさえある。ケニアでは、生物学者が巣の場所にいる野生の若いクロワシミミズクにネズミとニワトリの頭を与えたところ、その個体は学者を驚くほど信頼するようになった。若いクロワシミミズクは次の繁殖期まで残る傾向があるため、時には家族が一緒に生活することもあるが、これはワシミミズク類としては非常に珍しいことである。例えば2羽の親鳥と3羽の子供を含む5羽から群れを作った例があり、卵が孵ると子供は雛に餌を運ぶのを手伝っていた。
平均して3 - 4歳で性成熟する。ほとんどの場合、クロワシミミズクのつがいは毎年繁殖することができるが、極度の食糧不足の状況では、2 - 3年に1回しか繁殖しない場合もある。クロワシミミズクの年間死亡率はかなり低いようで、前述のジャッカルの攻撃以外でクロワシミミズクが狩られた事例はほとんど報告されておらず、巣が襲撃される例もめったにないが、稀に木登り能力のある大型のネコ科動物などの捕食者に遭遇することがあります。若鳥は通常飛べる前に巣を離れるため、危険にさらされているように見えるが、親鳥の威嚇と注意を引くディスプレイは明らかに成功率が高い。成長はサイやライオンなどのはるかに大きな動物と地上または地上近くで遭遇すると、その場に立って威嚇行動をとることが報告されており、ほとんど恐れを知らないように見えることがある。大型動物はクロワシミミズクを簡単に殺すことのできる可能性があるにもかかわらず、それ以上近づかないようである。野生での寿命は不明だが、飼育下では15年以上、場合によっては30年以上生きることもある。

## 人との関わり

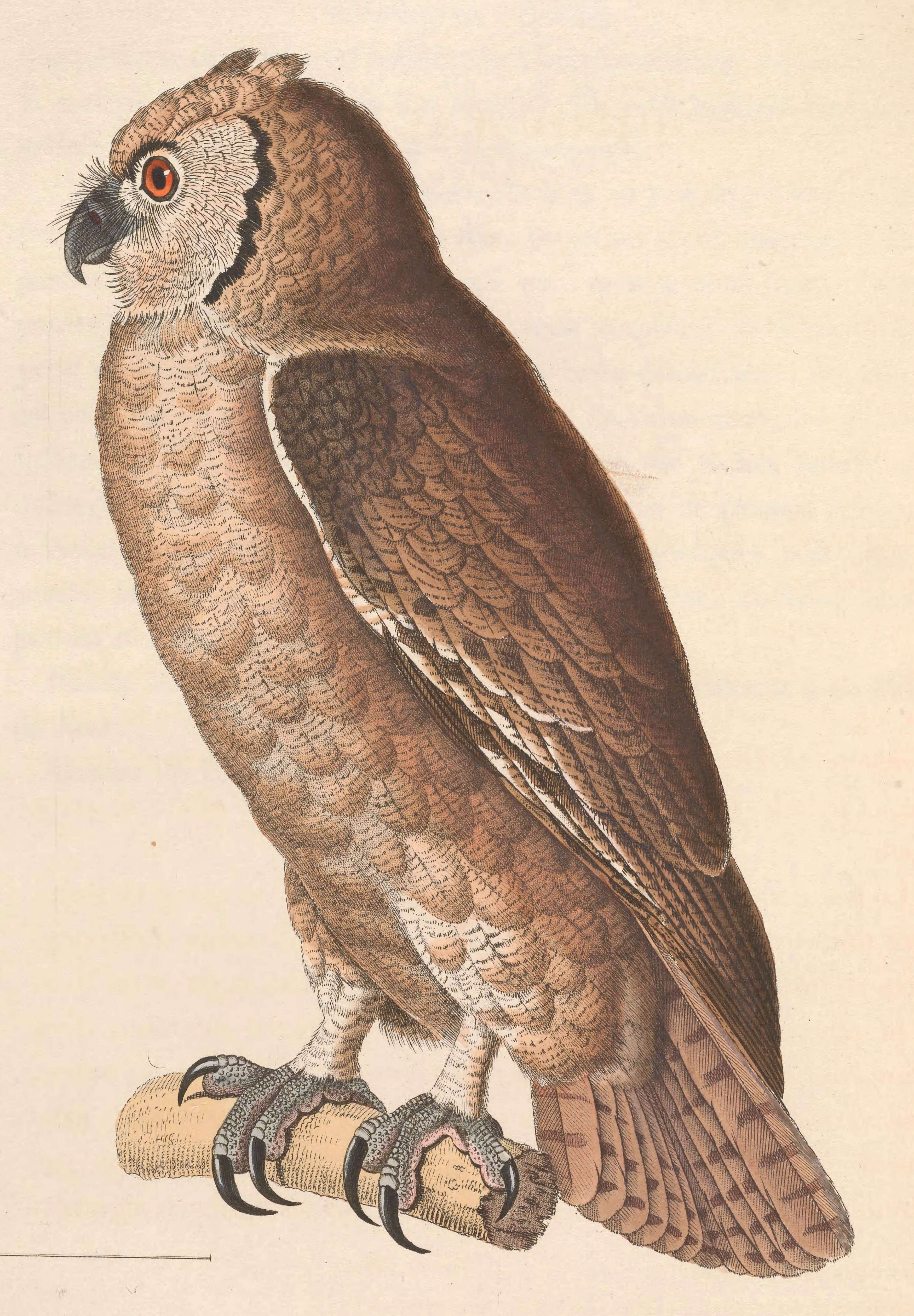
1838年に描かれたクロワシミミズク

狩猟や繁殖のために広い縄張りを必要とするため生息密度は低く、人と遭遇することは少ない。クロワシミミズクが直面している脅威は、世界中の多くの大型猛禽類に共通するものである。人間からの迫害により地域的に希少になることも少なくない。迫害の一般的な原因は、家畜の小型個体の捕食者である可能性があることだが、野生動物の個体数が十分であれば、クロワシミミズクが家畜を襲うことは稀である。さらなる脅威は中毒であり、獲物を通じて摂取された殺鼠剤やジャッカルなどの腐肉食動物のために残された毒入りの死骸が悪影響を及ぼす可能性がある。電線や貯水池沿いの巨大ダムなど、人工物に衝突して死ぬこともある。
生息地の破壊もクロワシミミズクに影響を及ぼす可能性があり、彼らの生存には大きな巣のある十分な木々が必要である。一部地域では都市周辺や郊外に巣を作ることが示されており、他の多くの大型猛禽類よりも人間による土地の変化に適応しやすいことが示されている。エスワティニでは準絶滅危惧種とされており、南部アフリカ全体では絶滅危惧種に指定されている。西アフリカと中部アフリカでは、分布域の端であることが多く、分布は散発的であるため、クロワシミミズクと人との遭遇は稀である。クロワシミミズクの最大の生息地は東アフリカのケニアなどの国々のようで、植民地時代以前に匹敵する個体数が存在する可能性がある。種レベルでは広範囲に分布しており、現在絶滅の危機に瀕しているとは考えられていない。